# Тиран королівський
Тиран королівський (Tyrannus tyrannus) — вид горобцеподібних птахів родини тиранових (Tyrannidae). Гніздиться в Північній Америці, зимує в Південній Америці.

## Опис

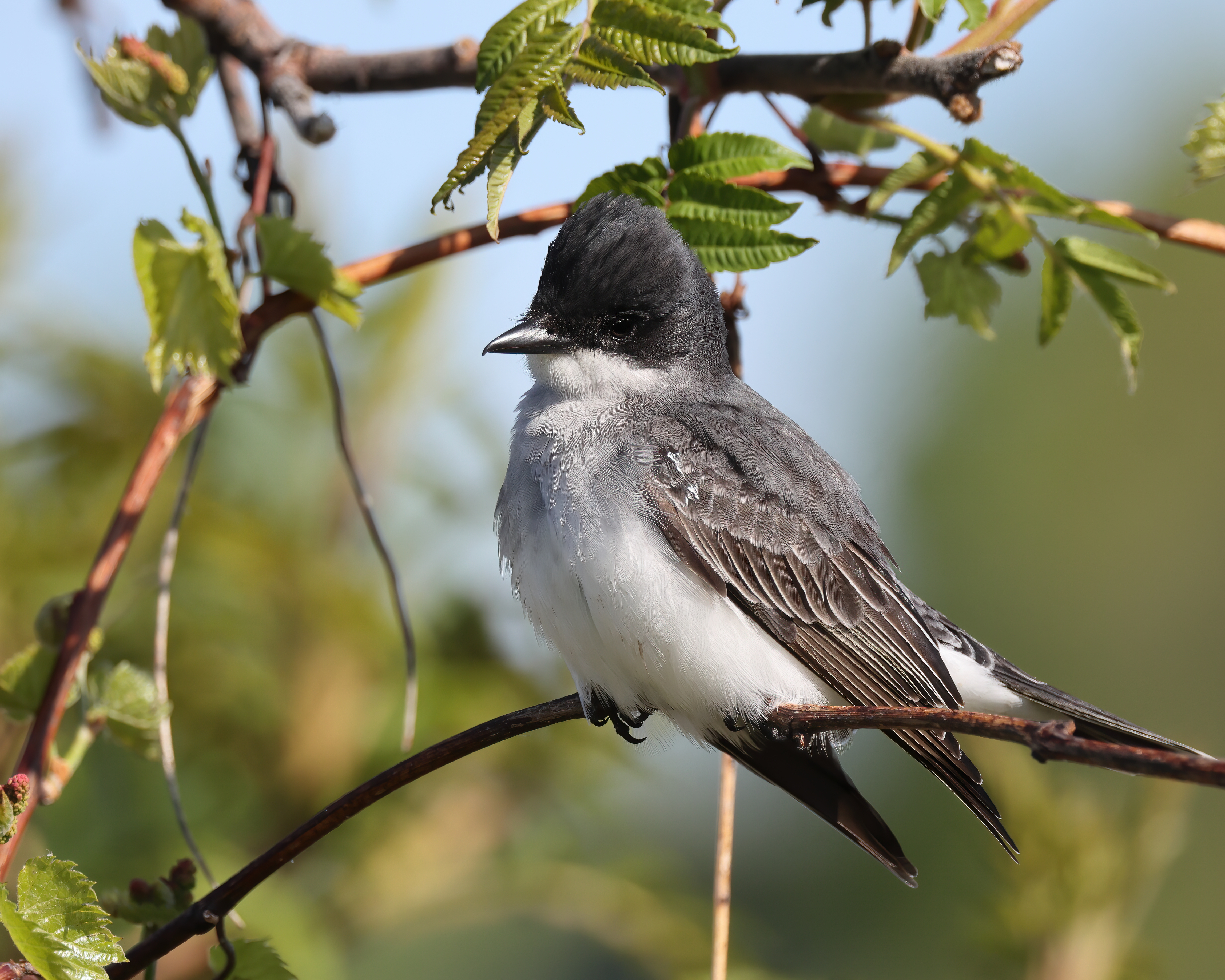
Королівський тиран (Квебек, Канада)

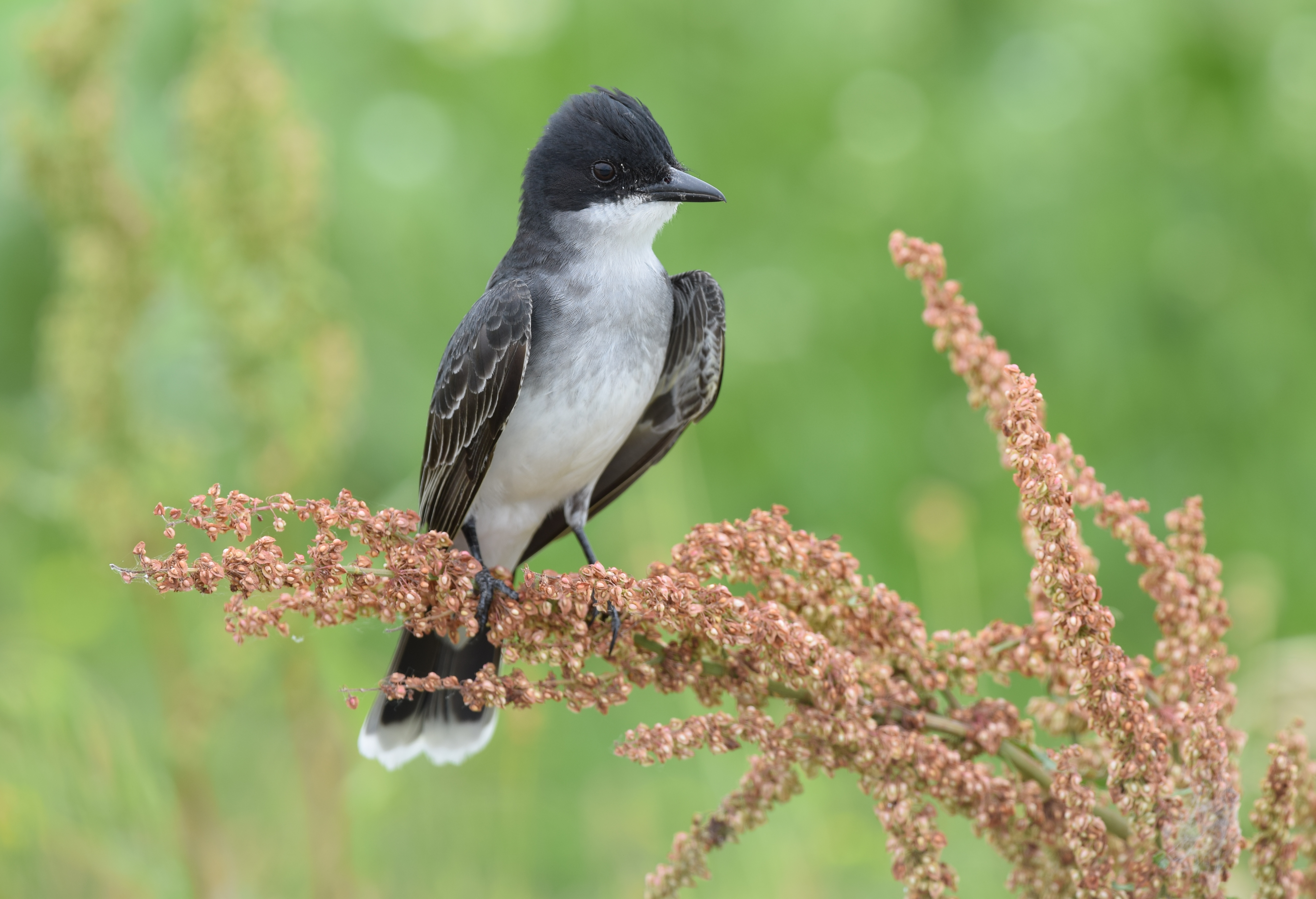
Королівський тиран

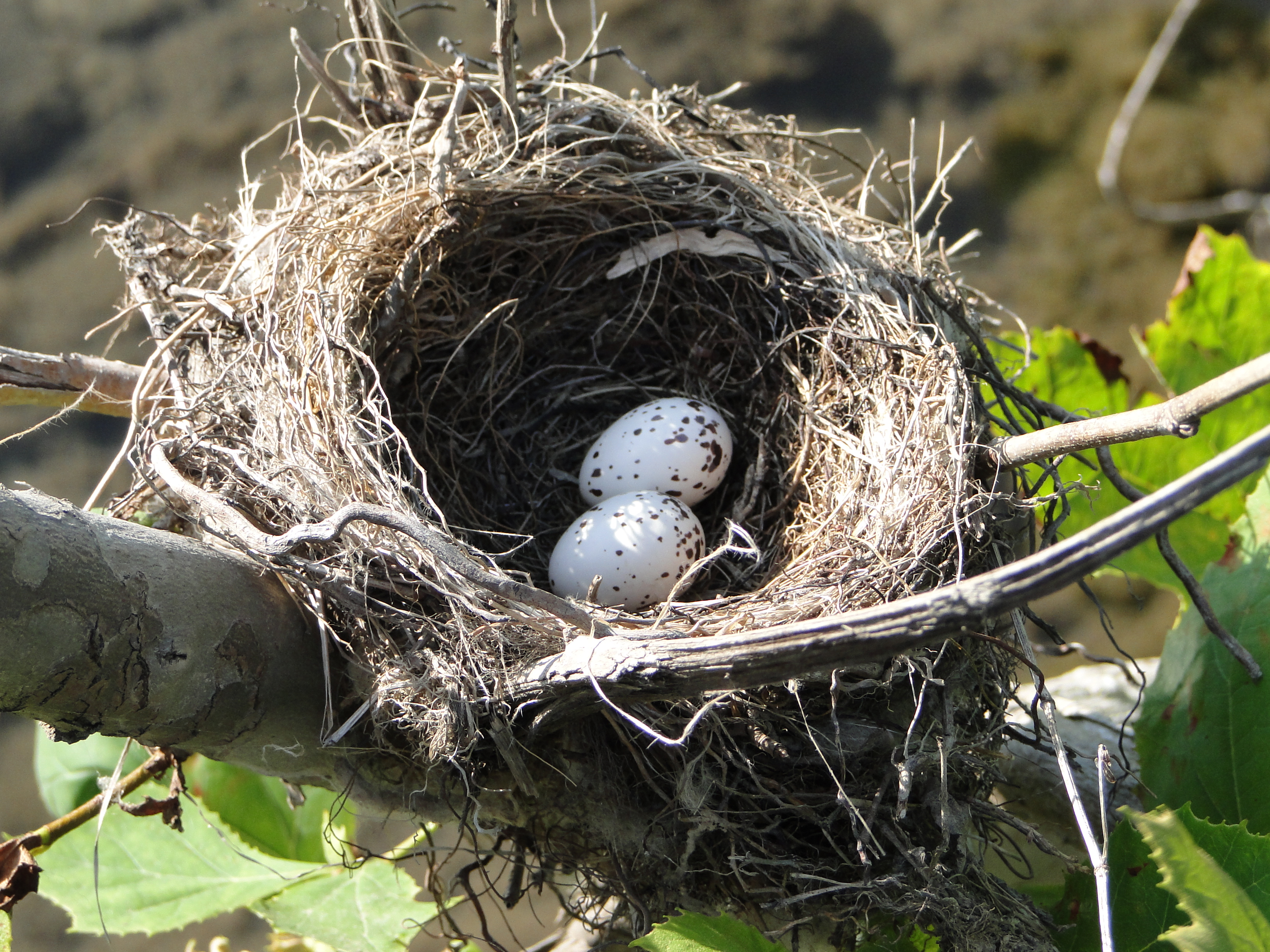
Гніздо королівського тирана

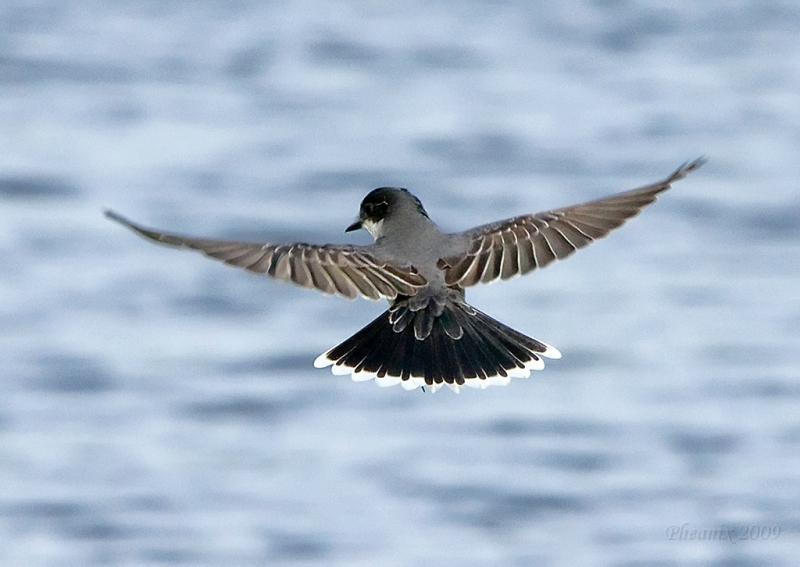
Королівський тиран в польоті

Довжина птаха становить 19-23 см розмах крил 33-38 см, вага 33-55 г. Виду не притаманний статевий диморфізм. Голова чорнувата, верхня частина тіла темно-сіра. На тімені малопомітна червона пляма, прихована оточуючим пір'ям. Крила довгі, загострені, темні з білими краями. Хвіст відносно довгий, чорний, на кінці білий. Нижня частина тіла біла, груди тьмяно-сіруваті. Дзьоб широкий, плаский. У молодих птахів нижня частина тіла має коричнюватий відтінок. Голос — пронизливий, немелодійний щебет або гучні, різкі крики.

## Поширення і екологія
Королівські тирани гніздяться в Канаді (від Північно-західних територій і Британської Колумбії на схід до затоки Святого Лаврентія і Нової Шотландії) та на більшій території Сполучених Штатів Америки (за винятком заходу і південного заходу). З кінця серпня до початку вересня вони мігрують на південь, переважно до західної Амазонії та регіону Гран-Чако,, повертаються на північ з кінця березня до початку травня. Королівські тирани живуть в тайзі, хвойних і широколистяних і мішаних лісах, на узліссях і галявинах, в рідколіссях і чагарникових заростях, в преріях, на пустищах, луках і полях, в парках і садах. Віддають перевагу відкритим місцевостям, зустрічаються на висоті до 3700 м над рівнем моря.

## Поведінка
Королівські тирани живляться комахами та іншими безхребетними, на яких вони чатують, сидячи на високо розташованій гілці, або яких шукають серед листя. Іноді, переважно на зимівлі, доповнюють свій раціон ягодами і плодами. Гніздяться навесні, одразу після повернення з зимівлі. Гніздо має чашоподібну форму, робиться з гілочок, листя, трави і кори, встелюється пір'ям і м'якою травою, розміщується на дереві або в чагарниках. В кладці 3-4 білих або рожевих яйця, поцяткованих темними плямками. Інкубаційний період триває 14-20 днів, пташенята покидають гніздо через 14-21 день після вилуплення. Королівські тирани агресивно захищають свою територію, навіть від птахів, більших за них самих.

## Збереження
МСОП класифікує цей вид як такий, що не потребує особливих заходів зі збереження. За оцінками дослідників, популяція королівських тиранів становить приблизно 26 мільйонів птахів.